# Ozieri
Ozieri (sardisk: Otièri) er en by og en kommune (comune) i provinsen Sassari i regionen Sardinien i Italien. Byen ligger i 390 meters højde og har 10.602 indbyggere (2016). Kommunen har et areal på 252,13 km² og grænser til kommunerne Ardara, Chiaramonti, Erula, Ittireddu, Mores, Nughedu San Nicolò, Oschiri, Pattada og Tula.